# Gremlin

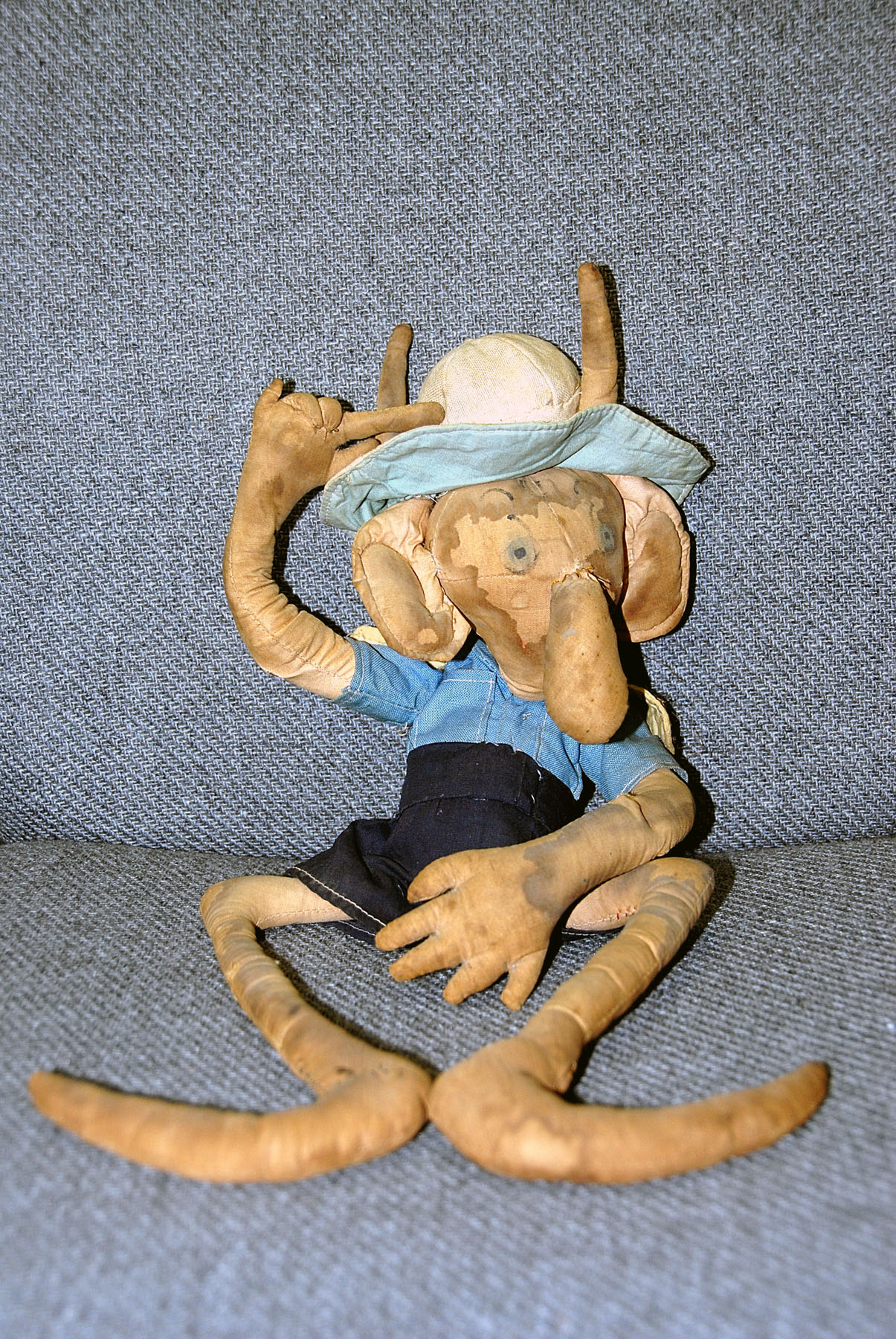
Gremlin – maskotka załogi bombowca B-17 z amerykańskiej jednostki stacjonującej w czasie II wojny światowej w Alconbury

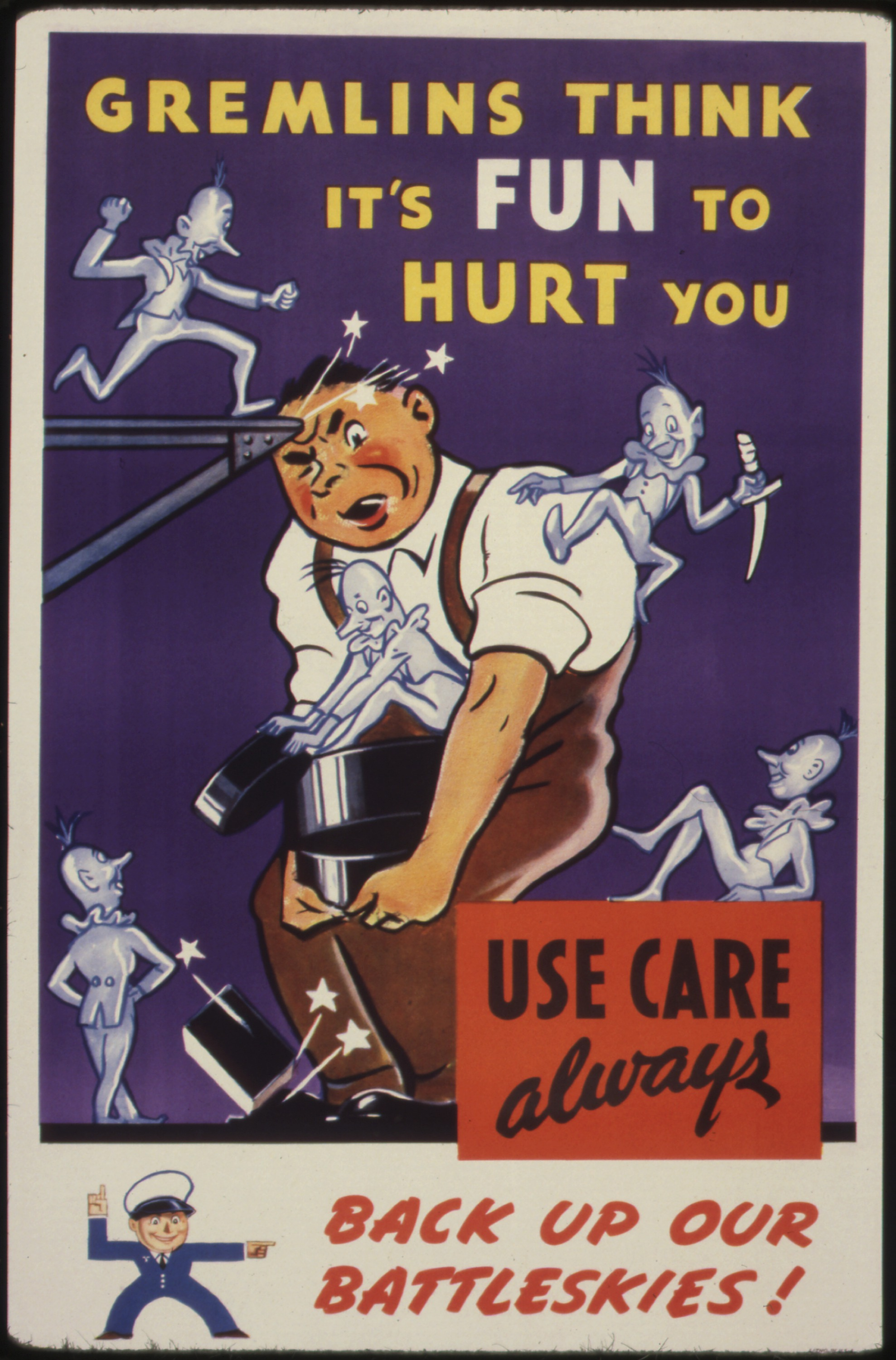
Plakat bhp z okresu II wojny światowej, nawiązujący do szkodliwej działalności gremlinów

Gremlin – fantastyczna istota ze współczesnego folkloru miejskiego, złośliwy stwór powodujący wadliwe działanie maszyn i urządzeń, przede wszystkim samolotów. Pomysł, by winę za różne usterki ponosiły swego rodzaju gnomy czy chochliki nazwane gremlinami, pojawił się początkowo wśród obsługi naziemnej i lotników RAF-u przed II wojną światową lub na jej początku, a w czasie wojny został spopularyzowany m.in. przez komiksowy magazyn „Knockout” oraz książkę dla dzieci autorstwa Roalda Dahla.

## Pierwsze wzmianki i etymologia
Publikacja Word Histories and Mysteries: From Abracadabra to Zeus podaje, że termin gremlin po raz pierwszy odnotowano jako używany przez żołnierzy Royal Air Force w latach 20. XX wieku, ale w innym znaczeniu. Słowo to mogło powstać w Royal Naval Air Service jeszcze podczas I wojny światowej. Jego użycie w znaczeniu złośliwego stworka psującego samoloty jest potwierdzone w 1940 lub 1941 roku. 
Według słownika Brewer's Dictionary of Phrase and Fable pojęcie to mogło powstać pod koniec I wojny światowej lub w latach 20. XX wieku; było w użyciu wśród załóg RAF-u stacjonujących w Indiach i na Bliskim Wschodzie w latach 30. Słowo to w druku pojawiło się po raz pierwszy 10 kwietnia 1929 roku w numerze czasopisma „Aeroplane”. Gremlin miał być rodzajem goblina, pochodzącym z butelek piwa Fremlin (aczkolwiek były też inne objaśnienia).
Andrzej Sapkowski z kolei uważa, że gremliny wymyślono w zakładach produkujących samoloty Spitfire Mk II, a pierwsze wzmianki o nich pojawiły się w 1940 roku w filii Supermarine koncernu Vickers-Armstrong w Castle Bromwich po tym, jak w produkowanych samolotach zauważono serię niewytłumaczalnych usterek. Obwiniano o nie gremliny, które podejrzewano o sympatie nazistowskie lub irlandzkie. 
Etymologia słowa gremlin jest nieustalona. Można ją łączyć ze wspomnianą nazwą piwa Fremlin albo irlandzkim słowem gruaimín (ill-humored little fellow). Wykazuje też pewne podobieństwo z innym fantastycznym stworem, goblinem.

## Gremliny w literaturze, filmie i komiksie
Do spopularyzowania gremlinów przyczyniła się seria komiksowych pasków It's the Gremlins! autorstwa Freda Robinsona, ukazująca się w brytyjskim magazynie „Knockout” w latach 1943–1947. 
W Stanach Zjednoczonych gremliny pojawiły się za sprawą pisarza Roalda Dahla, byłego pilota RAF-u i jego opowieści dla dzieci The Gremlins, wydanej w USA w 1943 roku. Jeszcze przed publikacją prawa do jej ekranizacji zakupiła The Walt Disney Company, stąd książka ukazała się z ilustracjami autoryzowanymi przez Disneya. Planowany animowany film jednak nigdy nie powstał.
W amerykańskim animowanym propagandowym filmie z 1944 Rosyjska Rapsodia gremliny rozmontowują bombowiec Adolfa Hitlera i powodują jego porażkę.
Gremliny znalazły się także w innym utworze Dahla – jego pierwszej powieści dla dorosłych, zatytułowanej Some Time Never. A Fable for Supermen (1948), której bohater, pilot, odkrywa istnienie tych istot i ich podziemne miasto.
W odcinku serialu Strefa mroku zatytułowanym Nightmare at 20,000 Feet wyemitowanego w 1963 roku gremlin usiłuje zniszczyć skrzydło lecącego samolotu. Zauważa go tylko jeden z pasażerów, którego słowom nikt nie chce dać wiary. 
Gremliny są bohaterami komediowego horroru Gremliny rozrabiają z 1984 roku i jego kontynuacji Gremliny 2 (1990), jednak poza złośliwością i tendencją do niszczenia niewiele już mają wspólnego z tradycją RAF-u czy książką Dahla.
Gremliny pojawiają się jako jednostki najniższego poziomu w mieście typu Akademia w grach komputerowych Heroes of Might and Magic III oraz Heroes of Might and Magic V. W drugiej grze przypominają wyglądem filmowe gremliny z 1984 i 1990 roku.